# Matsue
Matsue (松江市, Matsue-shi) é a capital da prefeitura de Shimane, na região de Chūgoku, Japão
Em 2003 a cidade tinha uma população estimada em 152 597 habitantes e uma densidade populacional de 689,30 h/km². Tem uma área total de 221,38 km².
Recebeu o estatuto de cidade a 1 de Abril de 1889.

## Cidades-irmãs
- Hangzhou, China
- Nova Orleans, Estados Unidos
- Dublin, Irlanda
- Yinchuan, China
- Jilin, China
- Jinju, Coreia do Sul